# Psychotria ealaensis
Psychotria ealaensis är en måreväxtart som beskrevs av De Wild.. Psychotria ealaensis ingår i släktet Psychotria och familjen måreväxter. Inga underarter finns listade i Catalogue of Life.